# Dvojice sil
Dvojice sil je současné působení dvou sil stejně velkých opačného směru působících v různých místech (na různých vektorových přímkách) tuhého tělesa, tzn. jedná se o dvě stejně velké síly opačného směru, které neleží na jedné přímce.
Protože výslednice dvou stejně velkých sil opačného směru, které působí na jedno těleso, je nulová, dvojice sil nemá posuvný účinek na tuhé těleso. Protože ale síly působí v různých místech, neruší se navzájem jejich momenty sil, neboli dvojice sil má na těleso otáčivý účinek.

## Moment dvojice sil
Pokud je {\displaystyle {\boldsymbol {r}}} průvodič, který směřuje od působiště síly {\displaystyle -{\boldsymbol {F}}} k působišti síly {\displaystyle {\boldsymbol {F}}}, pak moment silové dvojice {\displaystyle {\boldsymbol {D}}} definujeme vztahem
{\displaystyle {\boldsymbol {D}}={\boldsymbol {r}}\times {\boldsymbol {F}}}
A pro velikost momentu dvojice sil platí
{\displaystyle D=Fd},
kde F je velikost jedné ze sil, d je kolmá vzdálenost vektorových přímek, na kterých síly leží.
Jednotkou SI je stejně jako u  momentu síly jeden newton metr, značka Nm.

## Vlastnosti
- Velikost momentu dvojice sil nezávisí na vzdálenostech sil od bodu otáčení, ale pouze na jejich vzájemné vzdálenosti. Dvojice sil vyvolává stejný moment k libovolnému bodu prostoru. Posunutím dvojice sil nedojde k žádné změně momentu dvojice sil.